# Leatherhead
Leatherhead ist eine Stadt im District Mole Valley in Surrey, England. Sie liegt am Fluss Mole und wurde um 880 erstmals urkundlich erwähnt.
Das Symbol der Stadt ist ein Schwan mit einem Schwert, das dem früheren Wappen von Leatherhead entnommen ist. Heute findet man den Schwan auf dem Wappen des Districts Mole Valley wieder und es ist präsent an verschiedenen Orten in der Stadt, unter anderem als Logo des lokalen Fußballvereins. Das rote Schwert symbolisiert die Verbindung der Stadt mit London (dessen Wappen ebenfalls ein rotes Schwert aufweist) über die Freemen’s School in Ashtead.

## Geografie
Leatherhead liegt südwestlich von London im nordöstlichen Teil des County Surrey. Der Ort liegt am Ende des von der Mole durchflossenen Mole-Gap-Tals im District Mole Valley. Im Süden Leatherheads erstrecken sich die Surrey Hills. Im Osten und Norden wird der Ort von den Autobahnen M25 und A24 umfahren, im Westen bildet die Mole die Grenze zur auf der anderen Seite liegenden Ortschaft Fetchham.

### Nachbarorte
| Cobham   | Oxshot                                      | Chessington |
| Fetchham | Kompassrose, die auf Nachbargemeinden zeigt | Ashtead     |
|          | Mickleham                                   | Headley     |

## Geschichte
Zur Römerzeit verlief östlich der Stadt mit der Stane Street eine alte Römerstraße, eine Ansiedlung aus dieser Zeit ist jedoch nicht bekannt.

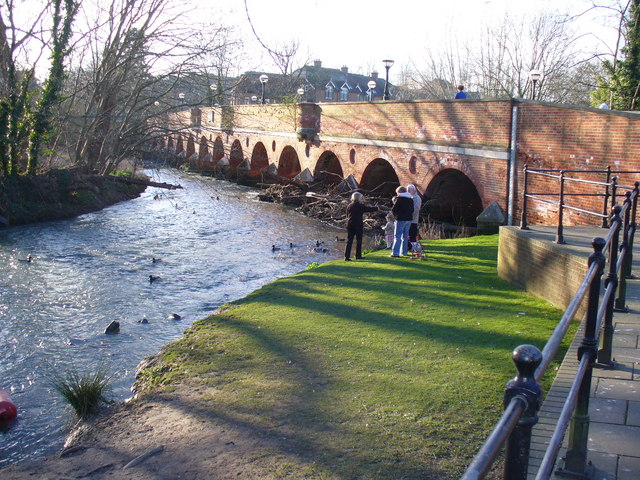
Die Brückenverbindung über die Mole war schon früh wichtig für die Stadt (Bild: Leatherhead Town Bridge heute)

Leatherhead selbst ist wahrscheinlich anglosächsischen Ursprungs. Erstmals erwähnt wurde der Ort 880 als Leodridan: ein Platz an dem die Leute über den Fluss reiten können. Die Stadt selbst lässt sich zwar im Domesday Book von 1086 nicht explizit nachweisen, jedoch findet sich unter dem Namen Leret eine Referenz auf die Kirche der Stadt, die im Besitz eines „Osbern de Ow“ (Eu) war. Ebenfalls im Domesday Book erwähnt wird das zu Leatherhead gehörende Pachesham. Weitere in der zweiten Hälfte des 12. Jahrhunderts dokumentierte Namen sind Lereda, Ledreda und Leddrede. Zuerst scheint die Ostseite des Flusses Mole als Siedlungsort genutzt worden sein, zumindest gibt es durch Skelett- und Grabbeigabfunde Hinweise auf die Existenz eines Friedhofs.
1248 wurde von Heinrich III. Leatherhead ein wöchentliches Marktrecht sowie für ein jährliches Fest gewährt. 1392 wurde die Stadt von einem größeren Brand heimgesucht und wurde danach wieder aufgebaut. Die Stadt hatte zu dieser Zeit wie viele andere mittelalterliche Städte auch ein Markthaus sowie Lagerhäuser. Das Running Horse Pub, früher Rummings House genannt, lässt sich auf das Jahr 1402 zurückdatieren. Zu viktorianischer Zeit war die Stadt bereits als Lether head bekannt, was bereits beinahe dem heutigen Namen entsprochen hat.
Ein bekannter Einwohner der Stadt zu dieser Zeit war Edmund Tilney (1536–1610), Master of the Revels am britischen Königshof, der im Leatherhead's Mansion wohnte. Nach ihm ist heute ein Pub in der Stadt benannt, heute allerdings im Besitz der Wetherspoon Kette. Ebenfalls nahe Leatherhead, nämlich im Thorncroft Manor vor den Toren der Stadt, lebte Thomas Bloodworth, der Bürgermeister von London während des Great Fire of London im Jahr 1666.
Am 1. Februar 1859 eröffnete die nur kurzlebige „Epsom and Leatherhead Railway Company“ den ersten Bahnhof in Leatherhead. Das Unternehmen wurde wenig später von der London and South Western Railway gekauft. Ein weiterer bekannter Bewohner der Stadt war der kanadisch-britische Verleger und britische Minister Max Aitken, 1. Baron Beaverbrook (1879–1964), der mehr als 50 Jahre auf Cherkley Court bei Leatherhead verbrachte.
Leatherhead war bis 1974 ein selbstständiges Urban District, wurde jedoch im Rahmen der Gebietsreform durch den Local Government Act 1972 in das District Mole Valley integriert, dessen Hauptort heute Dorking ist – seither besitzt Leatherhead keine eigene Verwaltung mehr. 1986 erhielt die Stadt Anschluss an die Autobahn M25.

## Einwohner
Gemäß Census 2011 wohnten 11.316 Einwohner in Leatherhead. Von den Einwohnern sind 17,9 % Kinder bis zum Alter von 15 Jahren, 10,1 % sind junge Erwachsene von 16 bis 24 Jahren, 54,9 % sind im Alter von 25 bis 64 Jahren und 16,9 % der Einwohner sind 65 und älter. Bei der Religionszugehörigkeit gehört die Mehrheit von 60,1 % dem Christentum an, weitere 28 % sind keiner Religion angehörig und die restliche Bevölkerung verteilt sich auf 1,6 % Moslems, 1,3 % Hindus und 1,7 % auf andere Religionen.

## Kultur und Sehenswürdigkeiten

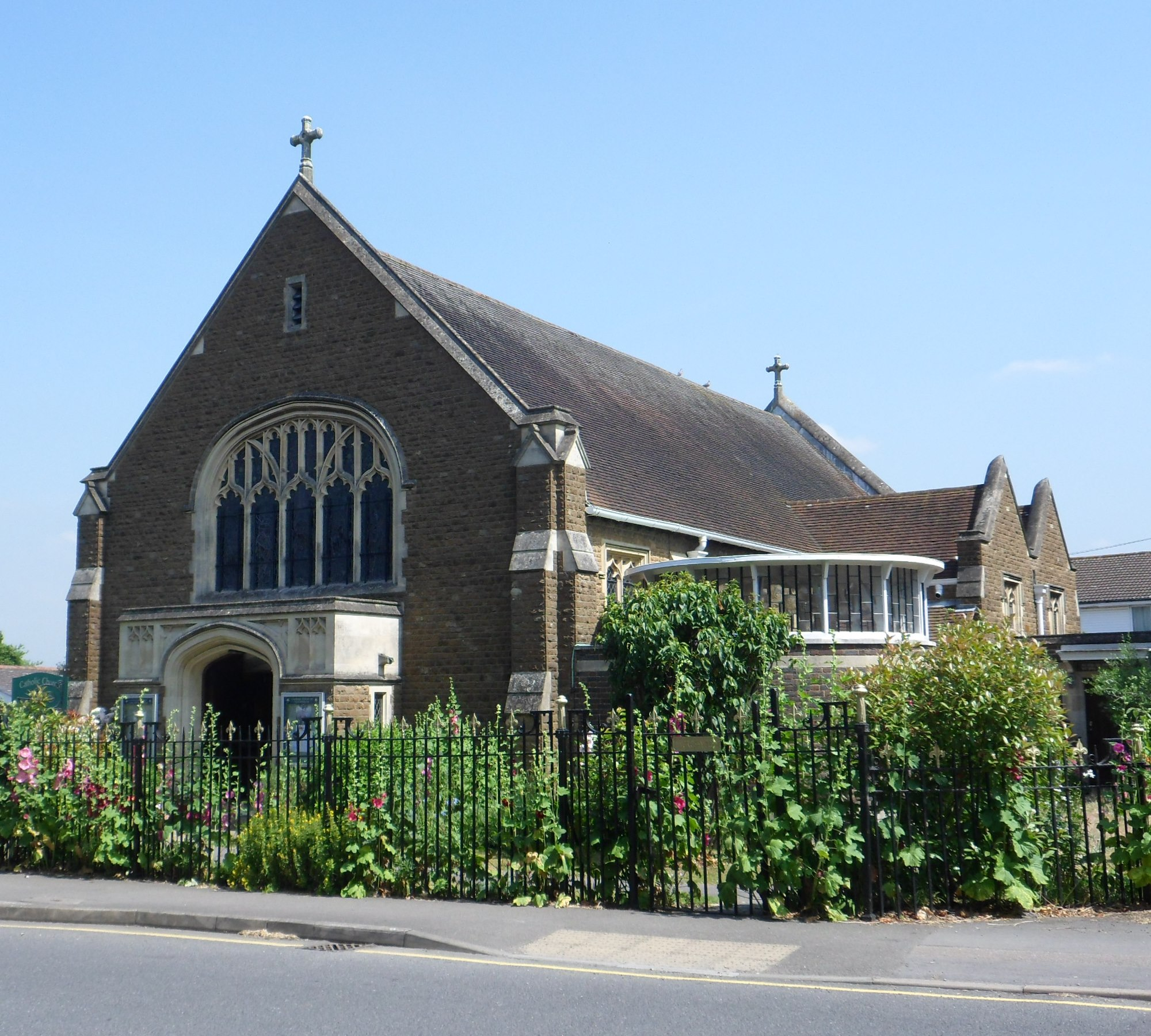
Church of Our Lady and St. Peter

### Kirchen
In der Stadt gibt es mehrere Kirchen.
Die Ursprünge der anglikanische Pfarrkirche Church of St. Mary and St. Nicholas gehen ins späte 11. Jahrhundert zurück. Sie wird in der National Heritage List for England mit einer Bewertung von II* geführt. Die Church Of Our Lady & St Peter ist die 1923 eröffnete katholische Pfarrkirche des Städtchen. Die All Saints Church ist eine weitere anglikanische Kirche, die im 13. Jahrhundert erstmals erwähnt wurde. Die Leatherhead Methodist Church wurde 1893 als Wesley Memorial Methodist Church eröffnet.
Daneben gibt es noch weitere Gotteshäuser kleinerer Gruppierungen in Leatherhead: Die „Mount Zion Chapel“ der Baptisten, die „Christ Church“ der United Reformed Church, die „Light and Life Evangelical Church“ der „wiedergeborenen Christen“, die „Kingdom Hall“ der Zeugen Jehovas, die „Disciples Church“, die dem Calvary Chapel angehört sowie die „King's Croft Chapel“ der Brethen Church.

### Leatherhead Drama Festival
Die Stadt ist Namensgeber für und Veranstaltungsort des Leatherhead Drama Festival, welches 2004 ins Leben gerufen wurde und dessen Schirmherr der Schauspieler Michael Caine ist. Das Festival ist das größte seiner Art in Großbritannien, und Caines Unterstützung hat ein breites öffentliches Interesse auf die Festspiele gelenkt und zu einer Stärkung von Wirtschaft und Kulturleben in Leatherhead geführt.

### Museen und Galerien

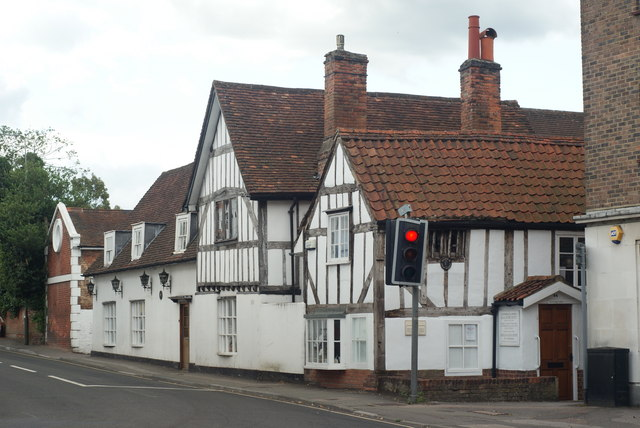
Leatherhead Museum

Das „Leatherhead Museum“ ist das Heimatmuseum der Stadt und wird von der 1946 gegründeten „Leatherhead & District Local History Society“ geführt. Es befindet sich im Hampton Cottage, einem Holzfachwerkhaus aus dem 17. Jahrhundert und deckt die Lokalgeschichte von Leatherheard und den umliegenden Ortschaften ab. Es ist jeweils an drei Wochentagen kostenlos besuchbar.
Weiter gibt es in der Stadt mehrere Galerien: Die „Fire & Iron Gallery“ hat sich auf Metallarbeiten und Schmuck spezialisiert hat führt neben Dauer- auch Spezialausstellungen durch. Im Studio Art House gibt es bei Ausstellungen Kunst zeitgenössische Kunst bis zurück ins 20. Jahrhundert zu sehen.

### Leatherhead Theater
Das Theater wurde erstmals 1951 als „The Leatherhead Theatre“ an der High Street verschob jedoch 1969 seinen Standort an die Church Street und hieß zwischenzeitlich „Thorndike Theater“. Das eigens dafür gebaute Haus ist ein Theater und Kino zugleich, dass von aktuellen Filmen über Musikvorführungen, Opern bis zu Comedyabenden alles aufführt.

## Verkehr

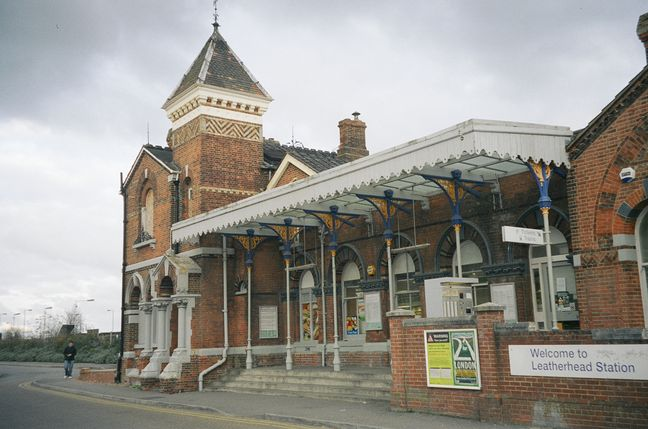
Das neugotische Bahnhofsgebäude von Leatherhead

### Öffentlicher Verkehr
Vom Bahnhof Leatherhead verkehren regelmäßig Züge Richtung Dorking, Guildford, Horsham, London Waterloo und London Victoria Station (via Sutton).
Außerdem wird Leatherhead von acht verschiedenen Buslinien bedient, die die Feinverteilung sicherstellen.

### Individualverkehr
Leatherhead liegt an den Fernverkehrsstraße M25-Ringautobahn rund um London und anderseits an der A24, die von London Richtung Worthing führt.

## Sport
Der 1903 gegründete Leatherhead Golf Club besitzt einen 18-Loch-Golfplatz nördlich von Leatherhead und hat auch bereits PGA-Events durchgeführt. In der Nähe des Leatherhead Gold Club liegt auch der 6-Loch-Golfplatz des Pachesham Golf Centre, der im Gegensatz zum Leatherhead Golf Club-Parcour auch für Nicht-Mitglieder zugänglich ist.
Der lokale Fußballverein, Leatherhead F.C., spielt in der Saison 2017/18 in der Premier Division der Isthmian League, der siebthöchsten Liga Englands. Der größte sportliche Erfolg der 1807 gegründeten „Tanners“ war das Erreichen der 4. Runde des FA Cup, wo sie gegen den damaligen Zweitligisten Leicester City nach einer 2:0-Halbzeitführung mit 2:3 verloren. Es gibt ebenfalls einen 1850 gegründeten Cricketclub im Ort.
Das im Auftrag vom Mole Valley District Council betriebene „Leatherhead Leisure Centre“ bietet seinen Benutzern einen 25 Meter langen Swimming-Pool, ein Fitnesscenter, Squash-Felder, Bowling-Bahnen, Fußballfelder und Sporthallen an.

## Persönlichkeiten

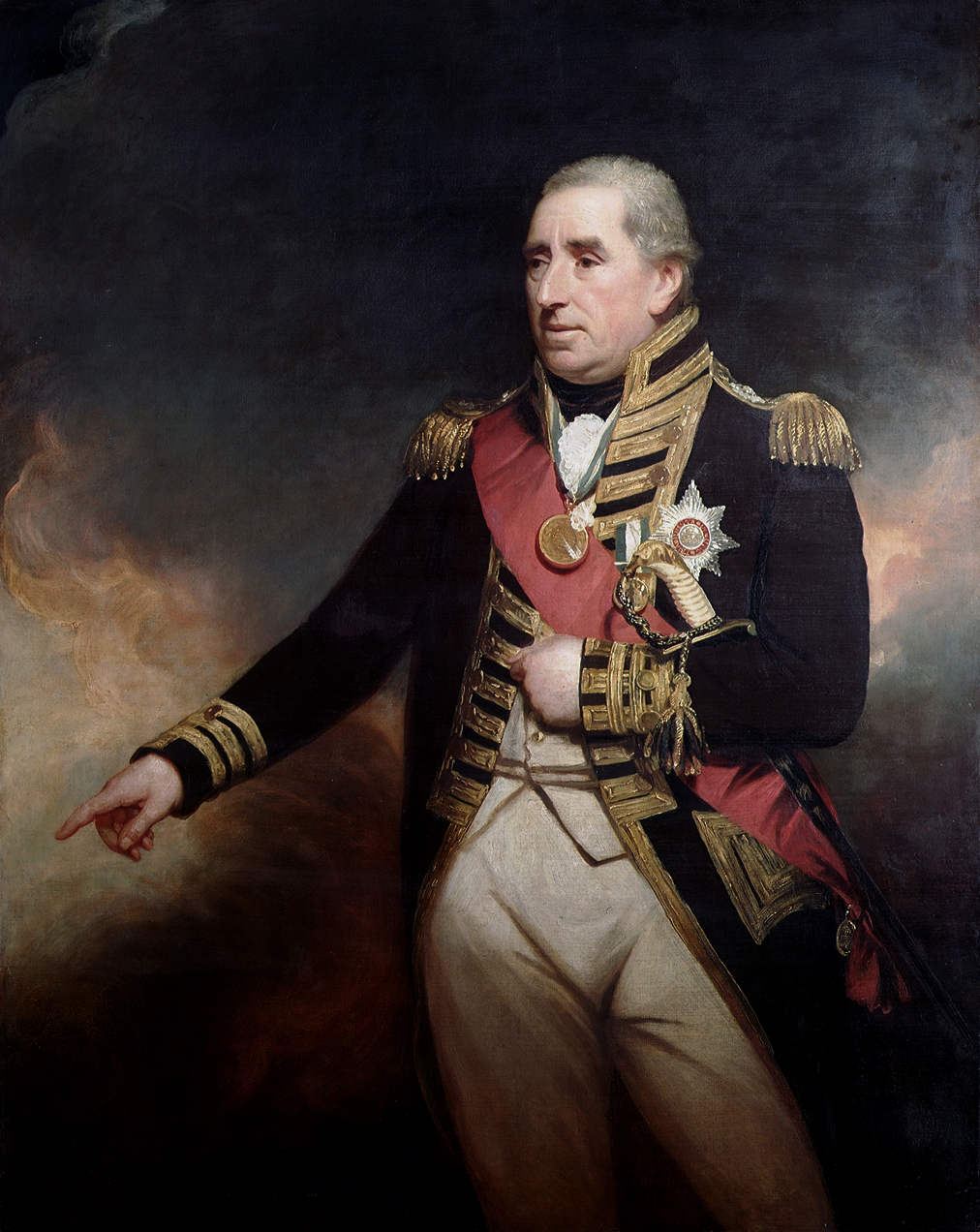
Admiral Sir John Duckworth

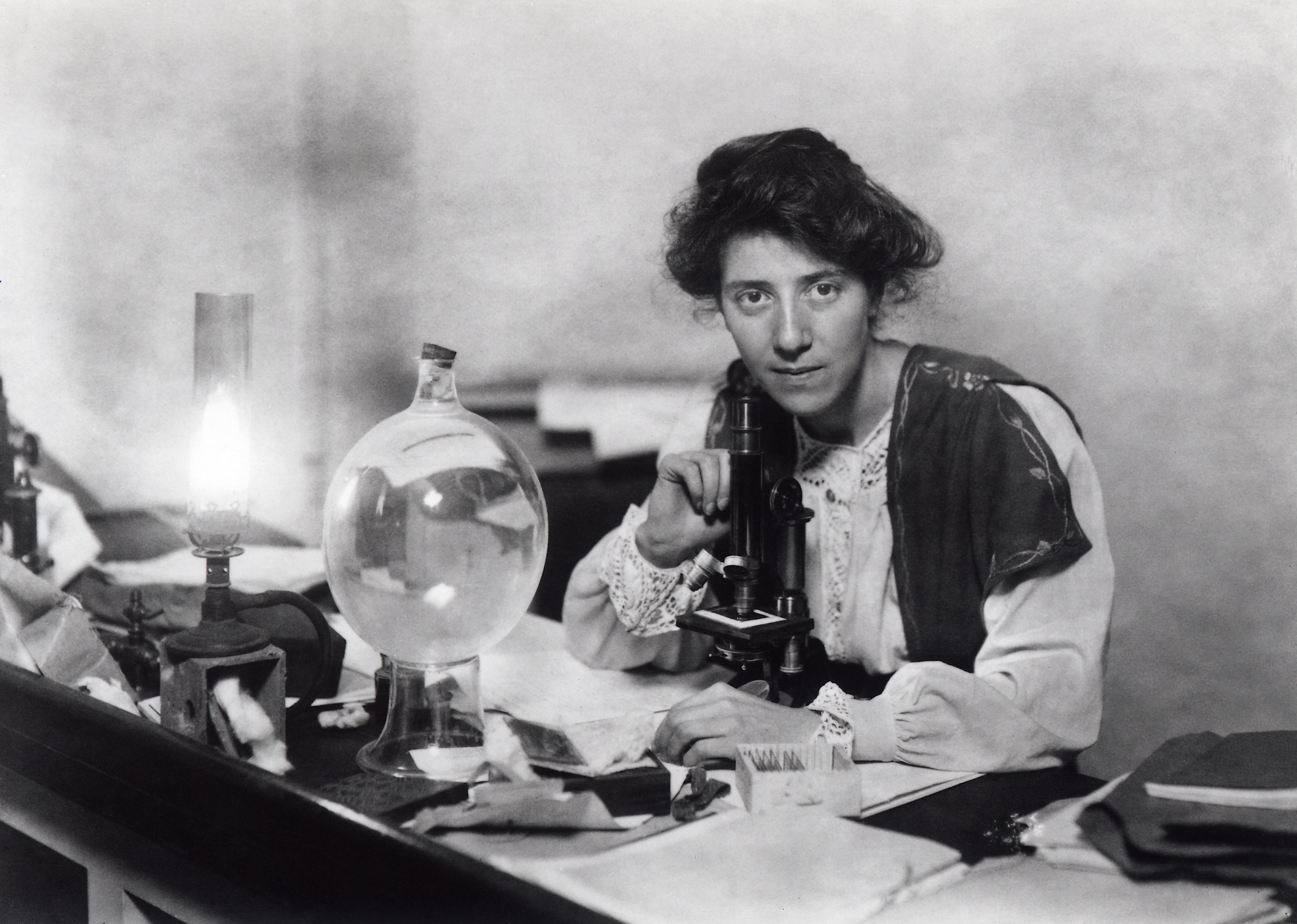
Marie Stopes 1904 in ihrem Labor

- Edmund Tilney (1536–1610), Master of the Revels am englischen Königshof[27]
- Thomas Bloodworth (1620–1682), Londoner Bürgermeister
- John Wesley (1703–1791), Gründer der methodistischen Bewegung, hat am 23. Februar 1791 seine letzte Predigt im Alter von 88 Jahren auf dem Bull Hill gehalten.[28]
- John Thomas Duckworth (1747–1817), Royal-Navy-Offizier, geboren in Leatherhead
- Eric Green (1878–1972), Hockeyspieler
- Max Aitken, 1. Baron Beaverbrook (1879–1964), kanadisch-britischer Verleger und Politiker
- Marie Stopes (1880–1958), schottische Botanikerin und Frauenrechtsaktivistin, lebte in der Stadt.[27]
- Sir Barnes Wallis (1887–1979), Ingenieur, gestorben in Leatherhead
- Donald Campbell (1921–1967), Bluebird K7-Pilot und früherer Geschwindigkeits-Weltrekordhalter, lebte in Leatherhead[27]
- John Campbell-Jones (1930–2020), Autorennfahrer, geboren in Leatherhead
- Michael Caine (* 1933), lebt in Leatherhead und ist Patron des Leatherhead Drama Festival
- Susan Howatch (* 1940), britische Schriftstellerin
- Badri Patarkazischwili (1955–2008), georgischer Unternehmer und Oligarch, gestorben in einem Landhaus in Leatherhead

## In der Literatur
- In seiner Kurzgeschichte "Das Gefleckte Band" ließ Sir Arthur Conan Doyle seinen Detektiv Sherlock Holmes mit dem Zug nach Leatherhead reisen, um den Tatort "Stoke Moran" in West Surrey aufzusuchen.